# Norbert-Félix-Paul Tuaillon
Norbert-Félix-Paul Tuaillon, francoski general, * 1885, † 1964.